# France Vézina
France Vézina, née le 8 avril 1946, est une poète, dramaturge et romancière québécoise.  

## Biographie
Originaire de Saint-Hilaire sur le Richelieu (aujourd'hui Mont-Saint-Hilaire) dans le comté de Rouville, France Vézina s'installe en Mauricie à 18 ans. Pendant trois ans, elle y travaille à titre d'aide domestique, de libraire ainsi qu'en tant qu'employée dans une usine de textile. 
Dès l'âge de dix-neuf ans, elle publie l'extrait d'un roman aux Éditions du Bien Public à Trois-Rivières avant de signer plus tard un recueil de poésie qui s'intitule Slingshot ou La petite Gargantua (Éditions du Noroît, 1979). Elle fait ensuite paraître deux pièces de théâtre, soit L'hippocanthrope (L'Hexagone, 1979) qui sera adaptée par Jean-Pierre Ronfard au Théâtre du Nouveau monde (1979) ainsi que L'Androgyne (L'Hexagone, 1982),,,,.
Comme romancière, Vézina publie Osther, le chat criblé d'étoiles (Éditions Québec/Amérique, 1990), Léonie Imbeault (Éditions XYZ, 2005) ainsi que Le génie de l'enfance (Éditions Leméac, 2018),,,,,.
Elle signe plusieurs textes, poèmes et articles dans des revues spécialisées dont Littoral du Groupe de recherche sur l'écriture nord-côtière. Elle y publie d'ailleurs un article portant sur le roman Le peintre et l'Amérindien (2015) de Michel Noël, un article sur l'exposition Écomusée du fier monde de André Michel, ainsi qu'un article sur Le peuple rieur- Hommage à mes amis innus de Serge Bouchard.
Récipiendaire du Prix de poésie Marie-Lemelin (1969), elle est finaliste au Prix littéraire du Gouverneur général du Canada (1990) ainsi que du Prix littéraire France-Québec (2006),,,.
France Vézina est membre de l'Union des écrivaines et des écrivains québécois.

## Œuvres

### Poésie
- Slingshot ou La petite Gargantua, avec les illustrations de Serge Otis, Montréal, Les Éditions du Noroît, 1979, 191 p. (ISBN 2890180336)

### Théâtre
- L'hippocanthrope, Montréal, L'Hexagone, 1979, 130 p. (ISBN 2890061612)
- L'Androgyne, Montréal, L'Hexagone, 1982, 141 p. (ISBN 2890062023)

### Romans
- Osther, le chat criblé d'étoiles, Montréal, Éditions Québec/Amérique, 1990, 346 p. [Réédition : Montréal, XYZ, 1999, 365 p.] (ISBN 2890374599 et 2-89261-260-8)
- Léonie Imbeault, Montréal, Éditions XYZ, 2005, 296 p.
- Le génie de l'enfance, Montréal, Éditions Leméac, 2018, 213 p. (ISBN 9782760947740)

## Prix et honneurs
- 1969 - Récipiendaire : Prix de poésie Marie-Lemelin[12]
- 1990 - Finaliste : Prix littéraire du Gouverneur général du Canada (Pour Osther, le chat criblé d'étoiles)[11],[13]
- 2006 - Finaliste : Prix littéraire France-Québec (Pour Léonie Imbeault)[1]